# Савельев, Сергей Алексеевич
Сергей Алексеевич Савельев (род. 18 апреля 1972) — российский конькобежец, Мастер спорта международного класса. Участник Зимних Олимпийских игр в Нагано.

## Биография
Начал заниматься в конькобежным спортом в 1981 году спортивной школе № 6 в группе известной конькобежки, мастера спорта международного класса Аллы Леонидовны Жульковой. Окончил Ивановский государственный энергетический университет.
Многократный чемпион России в спринтерском многоборье и на отдельных дистанциях показывал этот результат, который десять лет назад считался фантастическим. Первый конькобежец в Ивановской области «разменял» рубеж 40, 39, 38 и 37 секунд в беге на 500 метров.

### Скандал на Олимпийских играх
В Нагано в забеге на «500 м» спортсмен был дисквалифицирован за два фальстарта. Позднее этот забег с показывали в замедленной съёмке несколько раз, в повторном старте ошибку совершил не россиянин, а бежавший с ним в паре американский спринтер. Её признал затем технический комитет Олимпиады и дисквалифицировал американца. Позднее выяснилось, что один из высокопоставленных чиновников слышал разговор совещавшихся по этому инциденту арбитров. Согласно ему, если бы стартовал спортсмен, представлявший любую другую страну, кроме России, ему разрешили бы справедливую перебежку.
После Олимпиады, на чемпионате России, Сергей Савельев с высокими результатами одерживал победы в спринтерском многоборье.
В настоящее время он проживает в Иванове, где работает инженером в спорткомплексе «Спартак».